# Gare de Darsac
Gare de Darsac vasútállomás Franciaországban, Vernassal településen.

## Vasútvonalak
Az állomást az alábbi vasútvonalak érintik:
- Saint-Georges-d'Aurac-Saint-Étienne-Châteaucreux-vasútvonal
- Saint-Germain-des-Fossés-Darsac-vasútvonal

## Kapcsolódó állomások
A vasútállomáshoz az alábbi állomások vannak a legközelebb:
- Gare de Lachaud-Curmilhac
- Gare du Puy-en-Velay